# ハーマー山
ハーマー山（英語: Mount Harmer）はサウスサンドウィッチ諸島のクック島最高峰の山。標高1,115 m。1,067 mとする情報源もある。成層火山であるが近年の噴火報告は無い。名前の由来はシドニー・フレデリック・ハーマーから。